# Le festin de l'araignée
Le festin de l'araignée (Frans voor Het feest van de spin), opus 17 is een ballet-pantomime van Albert Roussel op een scenario van Gilbert de Voisins en choreografie van Léo Staats. Dit is een van de meest uitgevoerde werken van Roussel. 
Het is gebaseerd op Souvenirs entomologiques (Entomologische herinneringen) van de Franse entomoloog Jean-Henri Fabre. Het werk heeft belangrijke trekken van het symbolisme. Zo was ook de Belgische symbolistische schrijver Maurice Maeterlinck gefascineerd door het leven van insecten. Het ballet gaat over het insectenleven in een tuin, die vervolgens als maaltijd dienen voor de spin. 

## Geschiedenis
De compositieopdracht voor dit ballet werd gegeven door het Théâtre des Arts in 1912. Roussel schreef het in twee maanden tijd. De première vond plaats op 3 april 1913 in het Théâtre des Arts in Parijs met Mlle Sahary-Djali in de titelrol. Het werd hernomen in de Opéra-Comique op 5 december 1922 met Mado Minty als spin en kwam op het repertoire van de Parijse Paris op 1 mei 1939 met Suzanne Lorcia.
Het is typisch een van Roussels vroegere werken. De muziek is impressionistisch, in de stijl van Claude Debussy en Maurice Ravel. Het is weelderig georkestreerd. De muziek werd gewaardeerd vanwege zijn "inventieve contrapunt, spetterende scherzo's, opgewekte en onregelmatige ritmes, en persoonlijke instrumentatie, zowel teder als krachtig".
De orkestsuite werd voor het eerst opgenomen in 1928 met de componist (zijn enige opname). Walther Straram en zijn Orchestre des Concerts Straram maakten een opname voor Columbia in maart 1930. Arturo Toscanini en het NBC Symphony Orchestra namen de orkestsuite op tijdens een concert voor de radio in de NBC Studio 8-H op 7 april 1946. Charles Munch en het London Philharmonic Orchestra namen het werk op in juni 1947 voor Decca en Louis Fourestier met het Orchestre du Théâtre national de l'Opéra voor Pathé in oktober 1948. In 1952 nam Rene Leibowitz de suite op met het Orchestre Philharmonique de Paris en in 1953 maakte het Detroit Symphony Orchestra onder leiding van Paul Paray een opname voor Mercury. Ernest Ansermet en het Orchestre de la Suisse Romande maakten de eerste opname van het complete ballet in 1954. Georges Prêtre nam het complete ballet op met het Orchestre National de France voor EMI in 1984.

## Het ballet
Het ballet beschrijft het insectenleven in een tuin, verbeeld door een fluitsolo aan het begin en eind van het werk, waar insecten in het spinnenweg gelokt worden. Als de spin zijn feest begint voor te bereiden, wordt deze op zijn beurt gedood door een bidsprinkhaan. De begrafenisoptocht van de eendagsvlieg besluit het werk. het complete ballet duurt ongeveer een half uur. De suite met de orkestfragmenten uit het ballet duurt bij elkaar zo'n 15 minuten.
- Deel 1
  - Prélude
  - Entrée des fourmis
  - Entrée des Bousiers
  - Danse du Papillon
  - Danse de l'araignée
  - Ronde des fourmis
  - Combat des mantes
  - Danse de l'araignée
  - Eclosion et danse de l'Éphémère

- Deel 2
  - Danse de l'Éphémère et des vers de fruit
  - Mort de l'Éphémère
  - Agonie de l'araignée
  - Funérailles de Éphémère

### Suite
De suite voor orkest wordt vaak gespeeld en opgenomen, zonder het ballet erbij, en duurt bij elkaar zo'n 15 minuten.
1. Prélude
2. Entrée des fourmis (binnenkomst van de mieren)
3. Danse du papillon  (dans van de vlinder)
4. Éclosion de l'éphémère (uitkomen van de eendagsvlieg)
5. Danse de l'éphémère (dans van de eendagsvlieg)
6. Funérailles de l'éphémère (begrafenis van de eendagsvlieg)
7. La nuit tombe sur le jardin solitaire (de nacht valt op de eenzame tuin)

## Instrumentatie
De orkestbezetting van dit ballet bestaat uit 2 fluiten (waarvan 1 dubbelt op piccolo), 2hobo's (waarvan 1 dubbelt op althobo), 2 klarinetten in A, 2 fagotten, 2 hoorns in F, 2 trompetten in C; pauken, 1 slagwerker (bekkens, triangel, tamboerijn); celesta, harpen; strijkers.

## Discografie
- Orkest onder leiding van Albert Roussel (1929, opname in Parijs 78-tourenplaat Pathé, nummer X 8829-31, opnieuw uitgebracht door EMI Classics serie' Composers in Person CDC 7 54840 2, 1993).
- Orchestre des Concerts Straram onder leiding van Walther Straram, Columbia, maart 1930.
- NBC Symphony Orchestra onder leiding van  Arturo Toscanini, orkestsuite, 7 april 194.[3]
- London Philharmonic Orchestra onder leiding van  Charles Munch, Decca, juni 1947
- Orchestre du Théâtre national de l'Opéra onder leiding van  Louis Fourestier, Pathé, oktober 1948.[4]
- Orchestre Philharmonique de Paris onder leiding van Rene Leibowitz, suite, 1952.
- Detroit Symphony Orchestra onder leiding van Paul Paray, Mercury, 1953.
- Orchestre de la Suisse Romande onder leiding van Ernest Ansermet, complete ballet, 1954.
- Orchestre National de l'ORTF onder leiding van Jean Martinon, Erato.
- Orchestre National de France onder leiding van Georges Prêtre in 1984, EMI, complete ballet.
- Tsjechisch Filharmonisch Orkest Brno onder leiding van  Václav Neumann, Supraphon.
- Tsjechisch Filharmonisch Orkest geregisseerd door Zdeněk Kosler, Supraphon.
- Orchestre symphonique de Québec onder leiding van Pascal Verrot, Analekta.
- BBC Philharmonic onder leiding van Yan Pascal Tortelier (Chandos), complete ballet.